# Port lotniczy Kiszyniów
Port lotniczy Kiszyniów (Aeroportul Internațional Chișinău) – międzynarodowy port lotniczy położony 14 km na południe od Kiszyniowa. Jest jedynym portem lotniczym w Mołdawii obsługującym regularne loty pasażerskie.

## Linie lotnicze i połączenia
| Linia lotnicza      | Kierunek |
| ------------------- | --- |
| Aegean Airlines     | 1. Ateny |
| Air Baltic          | 1. Ryga |
| Austrian Airlines   | 1. Wiedeń |
| Azerbaijan Airlines | 1. Baku |
| Eurowings           | 1. Kolonia/Bonn 2. Stuttgart |
| Flydubai            | 1. Dubaj (od 17 września 2025) |
| FlyOne              | 1. Alicante 2. Amsterdam 3. Berlin 4. Bolonia 5. Brema 6. Bruksela 7. Dubaj 8. Dublin 9. Düsseldorf 10. Frankfurt-Hahn 11. Kopenhaga 12. Lizbona 13. Londyn-Luton 14. Londyn-Stansted 15. Lyon 16. Manchester 17. Mediolan-Malpensa 18. Monachium 19. Nicea 20. Parma 21. Rzym-Fiumicino 22. Saloniki 23. Stambuł 24. Tel Awiw 25. Werona Sezonowo: 1. Barcelona 2. Dubaj-Al Maktoum 3. Heraklion 4. Larnaka 5. Madryt 6. Paryż-Charles de Gaulle 7. Praga 8. Walencja Sezonowe czartery: 1. Bodrum 2. Izmir 3. Szarm el-Szejk 4. Tivat |
| FlyOne Armenia      | 1. Erywań |
| HiSky               | 1. Bolonia 2. Bukareszt 3. Düsseldorf 4. Frankfurt 5. Hamburg 6. Londyn-Stansted 7. Mediolan-Bergamo 8. Paryż-Beauvais 9. Rzym-Fiumicino 10. Stambuł 11. Tel Awiw 12. Wenecja Sezonowe czartery: 1. Hurghada |
| Israir Airlines     | 1. Tel Awiw |
| LOT                 | 1. Warszawa-Chopin |
| Lufthansa           | 1. Frankfurt |
| Pegasus Airlines    | 1. Antalya 2. Stambuł-Sabiha Gökçen |
| SkyUp Airlines      | 1. Alicante 2. Ateny 3. Barcelona 4. Paryż-Beauvais 5. Berlin 6. Heraklion 7. Larnaka 8. Lizbona 9. Nicea 10. Palma 11. Praga 12. Sztokholm-Skavsta 13. Saloniki |
| Sundor              | 1. Tel Awiw |
| TAROM               | 1. Bukaresz-Otopeni |
| Transavia           | Sezonowo: 1. Paryż-Orly |
| Turkish Airlines    | 1. Stambuł |
| Wizz Air            | 1. Abu Zabi (do 31 sierpnia 2025) 2. Barcelona (od 28 lipca 2025) 3. Berlin 4. Bolonia 5. Bruksela-Charleroi 6. Budapeszt 7. Bukaresz-Otopeni 8. Dortmund 9. Katowice 10. Larnaka (od 29 lipca 2025) 11. Londyn-Luton 12. Mediolan-Malpensa 13. Memmingen 14. Nuremberg 15. Paryż-Beauvais 16. Rzym-Fiumicino 17. Warszawa-Chopin 18. Warszawa-Modlin (od 2 grudnia 2025) 19. Wenecja 20. Werona 21. Wiedeń 22. Wrocław (od 30 lipca 2025)                                                                                              |

## Ciekawe fakty
W 2019 roku mołdawski rzeźbiarz Wiaczesław Żyglicki zainstalował grupę rzeźb „Załoga” w hali odprawy pasażerów przed odlotem.
Przy wejściu na lotnisko od 2005 roku stoi pomnik samolotu Tu-134